# Herbertus borealis
Herbertus borealis là một loài rêu tản thuộc họ Herbertaceae. Loài này có ở Na Uy và Vương quốc Anh.